# Raiffeisen-Volksbank Tüßling-Unterneukirchen
Die Raiffeisen-Volksbank Tüßling-Unterneukirchen eG ist eine Genossenschaftsbank mit Sitz in der bayerischen Marktgemeinde Tüßling im Landkreis Altötting.

## Geschichte
Die heutige Raiffeisen-Volksbank Tüßling-Unterneukirchen eG wurde am 24. Juni 1894 in Tüßling gegründet und entstand im Jahr 1999 durch die Fusion der Raiffeisen-Volksbank Tüßling eG mit dem Sitz in Tüßling mit der Raiffeisenbank Unterneukirchen eG mit dem Sitz in Unterneukirchen. Die Raiffeisen-Volksbank Tüßling eG wiederum entstand im Jahr 1970 als damalige Volksbank Tüßling eGmbH durch die Fusion der Raiffeisenkasse Unterburgkirchen eGmbH mit dem Sitz in Unterburgkirchen mit der Volksbank Tüßling eGmbH mit dem Sitz in Tüßling.

## Rechtsverhältnisse
Die Raiffeisen-Volksbank Tüßling-Unterneukirchen eG ist im Genossenschaftsregister beim Amtsgericht Traunstein unter GnR 45 eingetragen.

## Organisationsstruktur
Rechtsgrundlagen sind das Genossenschaftsgesetz und die durch die Generalversammlung beschlossene Satzung. Organe der Bank sind der Vorstand, der Aufsichtsrat und die Generalversammlung.

## Sicherungseinrichtung
Die Raiffeisen-Volksbank Tüßling-Unterneukirchen eG ist der amtlich anerkannten Sicherungseinrichtung des Bundesverbandes der Deutschen Volksbanken und Raiffeisenbanken GmbH und der zusätzlichen freiwilligen Sicherungseinrichtung des Bundesverbandes der Deutschen Volksbanken und Raiffeisenbanken e.V. angeschlossen.

## Geschäftsausrichtung
Die Raiffeisen-Volksbank Tüßling-Unterneukirchen eG betreibt das Universalbankgeschäft. Im Verbundgeschäft arbeitet sie mit der DZ Bank, R+V Versicherung, Bausparkasse Schwäbisch Hall, Teambank, VR Leasing, DZ Hyp und der Union Investment zusammen.

## Geschäftsgebiet
Das Geschäftsgebiet liegt im Westen des Landkreises Altötting.
An diesen Orten betreibt die Bank Filialen:
- Tüßling (Hauptstelle, jur. Sitz)
- Unterneukirchen (Geschäftsstelle)